# Episodi di Papà ha ragione (terza stagione)
La terza stagione della serie televisiva Papà ha ragione è andata in onda negli Stati Uniti dal 12 settembre 1956 al 5 giugno 1957 sulla CBS.
| nº | Titolo originale            | Prima TV USA      |
| -- | --------------------------- | ----------------- |
| 1  | No Apron Strings            | 12 settembre 1956 |
| 2  | Never the Twain             | 19 settembre 1956 |
| 3  | Betty Goes to College       | 26 settembre 1956 |
| 4  | Man About Town              | 3 ottobre 1956    |
| 5  | The Homing Pigeon           | 10 ottobre 1956   |
| 6  | Spaghetti for Margaret      | 17 ottobre 1956   |
| 7  | Betty's Birthday            | 24 ottobre 1956   |
| 8  | Bud, the Millionaire        | 31 ottobre 1956   |
| 9  | The Old Days                | 7 novembre 1956   |
| 10 | Whistle Bait                | 14 novembre 1956  |
| 11 | The Great Guy               | 21 novembre 1956  |
| 12 | The Family Goes to New York | 28 novembre 1956  |
| 13 | Betty Goes Steady           | 5 dicembre 1956   |
| 14 | The Good Prospect           | 12 dicembre 1956  |
| 15 | The Angel's Sweater         | 19 dicembre 1956  |
| 16 | The Promising Young Man     | 26 dicembre 1956  |
| 17 | Margaret Hires a Gardener   | 2 gennaio 1957    |
| 18 | Swiss Family Anderson       | 9 gennaio 1957    |
| 19 | Brief Holiday               | 16 gennaio 1957   |
| 20 | The Lawn Party              | 23 gennaio 1957   |
| 21 | Short Wave                  | 30 gennaio 1957   |
| 22 | Carnival                    | 6 febbraio 1957   |
| 23 | Betty and the Jet Pilot     | 13 febbraio 1957  |
| 24 | Trip to Hillsborough        | 20 febbraio 1957  |
| 25 | An Evening to Remember      | 27 febbraio 1957  |
| 26 | Bud Buys a Car              | 13 marzo 1957     |
| 27 | Safety First                | 20 marzo 1957     |
| 28 | Bud, the Hero               | 27 marzo 1957     |
| 29 | Betty, the Track Star       | 3 aprile 1957     |
| 30 | The Spelling Bee            | 17 aprile 1957    |
| 31 | Bud, the Philanthropist     | 24 aprile 1957    |
| 32 | Baby in the House           | 1º maggio 1957    |
| 33 | Class Prophecy              | 8 maggio 1957     |
| 34 | The Art of Romance          | 15 maggio 1957    |
| 35 | Margaret Disowns Her Family | 22 maggio 1957    |
| 36 | Grandpa Retires             | 29 maggio 1957    |
| 37 | Shoot for the Moon          | 5 giugno 1957     |

## No Apron Strings
- Prima televisiva: 12 settembre 1956

### Trama
- Guest star: Denise Alexander (Georgia), Frank Puglia (Mr. Amaldi)

## Never the Twain
- Prima televisiva: 19 settembre 1956

### Trama
- Guest star: John Smith (Utah), Michael A. Monahan (Bob), Emil Sitka (Earl), Will Wright (Ace)

## Betty Goes to College
- Prima televisiva: 26 settembre 1956

### Trama
- Guest star: Yvonne Fedderson (Dottie Snow), Nancy Evans (Mrs. Blair), Ray Collins (Dean Walton)

## Man About Town
- Prima televisiva: 3 ottobre 1956

### Trama
- Guest star: Kathleen Case (Marissa), Paul Wallace (Kippy), Eric Feldary (cameriere), Lee Millar (Emcee at 'The Top Hat'), Philip Van Zandt (The Great Merado)

## The Homing Pigeon
- Prima televisiva: 10 ottobre 1956

### Trama
- Guest star: Donna Jo Gribble (Jean), Jack Lomas (Eddie)

## Spaghetti for Margaret
- Prima televisiva: 17 ottobre 1956

### Trama
- Guest star: Herbert Butterfield (Harper Eames), Don Orlando (Mr. Lazarro), Sarah Selby (Miss Thomas)

## Betty's Birthday
- Prima televisiva: 24 ottobre 1956

### Trama
- Guest star: Yvonne Fedderson (Dottie Snow), Eleanor Audley (Saleslady)

## Bud, the Millionaire
- Prima televisiva: 31 ottobre 1956

### Trama
- Guest star: Anthony Sydes (Fred), Paul Wallace (Kippy), Robert Malcolm (Mr. Bigelow), Eleanor Audley (Woman Giving Spare Change)

## The Old Days
- Prima televisiva: 7 novembre 1956

### Trama
- Guest star: Yvonne Fedderson (Dotty), Dawn Richard (Margie)

## Whistle Bait
- Prima televisiva: 14 novembre 1956

### Trama
- Guest star: Mary Ellen Kay (Diane Mills), Yvonne Fedderson (Dotty Snow), Jerry Janger (Glen Clark)

## The Great Guy
- Prima televisiva: 21 novembre 1956

### Trama
- Guest star: Whit Bissell (Sinclair Bruder), Paul Wallace (Kippy), Joel Ashley (Matt)

## The Family Goes to New York
- Prima televisiva: 28 novembre 1956

### Trama
- Guest star: Ann Baker (Barbara), Ronald Green (Tony), Mary Adams (Mrs. Huntington)

## Betty Goes Steady
- Prima televisiva: 5 dicembre 1956

### Trama
- Guest star: Robert Vaughn (Mr. Beekman), Yvonne Fedderson (Dotty Snow), Ken Clayton (Roger Kohlhoff)

## The Good Prospect
- Prima televisiva: 12 dicembre 1956

### Trama
- Guest star: Don Beddoe (Aldis Lydom), Mary Adams (Mrs. Lydom), Paul Wallace (Kippy)

## The Angel's Sweater
- Prima televisiva: 19 dicembre 1956

### Trama
- Guest star: Ludwig Stössel (Mister Fixit), Katherine Warren (Zia Neva)

## The Promising Young Man
- Prima televisiva: 26 dicembre 1956

### Trama
- Guest star: Richard Crenna (Elwood Seastrom), Willis Bouchey (Emmet Ward), Sarah Selby (Miss Thomas)

## Margaret Hires a Gardener
- Prima televisiva: 2 gennaio 1957

### Trama
- Guest star: Natividad Vacío (Frank), Florenz Ames (Magistrate)

## Swiss Family Anderson
- Prima televisiva: 9 gennaio 1957

### Trama
- Guest star: Nelson Leigh (Jack Griffin), Don C. Harvey (Joe Malone)

## Brief Holiday
- Prima televisiva: 16 gennaio 1957

### Trama
- Guest star: John Banner (Artist), Sarah Selby (Miss Thomas), Vivi Janiss (Myrtle)

## The Lawn Party
- Prima televisiva: 23 gennaio 1957

### Trama
- Guest star: Fred Sherman (Mr. Messner), Paula Winslowe (Mrs. Watkins)

## Short Wave
- Prima televisiva: 30 gennaio 1957

### Trama
- Guest star: John Bryant (Skipper), Donald Freed (operatore radio), June Foray (Cape Sharon operator (voice)

## Carnival
- Prima televisiva: 6 febbraio 1957

### Trama
- Guest star: Paul Wallace (Kippy), Dick Foran (Burt)

## Betty and the Jet Pilot
- Prima televisiva: 13 febbraio 1957

### Trama
- Guest star: Peter Walker (tenente Charles Baron), Ken Mayer (colonnello Shaine)

## Trip to Hillsborough
- Prima televisiva: 20 febbraio 1957

### Trama
- Guest star: Horace McMahon (Bick Norton), Percy Helton (impiegato), Paul Wallace (Kippy)

## An Evening to Remember
- Prima televisiva: 27 febbraio 1957

### Trama
- Guest star: Lloyd Corrigan (Myron Hansen), Sarah Selby (Miss Thomas), Yvonne Fedderson (Dotty), Cornel Wilde (Cornel Wilde)

## Bud Buys a Car
- Prima televisiva: 13 marzo 1957

### Trama
- Guest star:

## Safety First
- Prima televisiva: 20 marzo 1957

### Trama
- Guest star: Ethyl May Halls (Mrs. Brian), Jimmy Bates (Claude), Dee Pollock (Tracey)

## Bud, the Hero
- Prima televisiva: 27 marzo 1957

### Trama
- Guest star: Nancy Marshall (Eadie Elton), Robert Lynn (reverendo Swain), Janet Lee Parker (Irma), Geraldine Wall (cliente Bank)

## Betty, the Track Star
- Prima televisiva: 3 aprile 1957

### Trama
- Guest star: Tamar Cooper (Elvia Horsen), Fintan Meyler (Gloria)

## The Spelling Bee
- Prima televisiva: 17 aprile 1957

### Trama
- Guest star: Beverly Washburn (Mara), Mason Curry (Spelling Master), Pauline Drake (Mrs. Zerney), Ahna Capri (Lisping Spelling Bee Contestant)

## Bud, the Philanthropist
- Prima televisiva: 24 aprile 1957

### Trama
- Guest star: William Leslie (Mr. Royal), Paul Wallace (Kippy), Barry Curtis (Frankie)

## Baby in the House
- Prima televisiva: 1º maggio 1957

### Trama
- Guest star: Gloria Henry (Mildred Harris), Michael Emmet (Les Harris)

## Class Prophecy
- Prima televisiva: 8 maggio 1957

### Trama
- Guest star: Betty Lou Gerson (Julie Pruett), Vivi Janiss (Myrtle), Harry Townes (Henry Pruett)

## The Art of Romance
- Prima televisiva: 15 maggio 1957

### Trama
- Guest star: Joan Freeman (Judy), Nancy Kilgas (Marge), Elizabeth Harrower (Librarian)

## Margaret Disowns Her Family
- Prima televisiva: 22 maggio 1957

### Trama
- Guest star: Christine White (Esther), Jimmy Ogg (Walt), Monroe Childs (Mr. Clardy)

## Grandpa Retires
- Prima televisiva: 29 maggio 1957

### Trama
- Guest star: Ernest Truex (Grampa), Sylvia Field (nonna), Herbert Anderson (Verle Wisman), Ken Christy (Ed)

## Shoot for the Moon
- Prima televisiva: 5 giugno 1957

### Trama
- Guest star: Robert Foulk (Ed Davis), Royal Dano (Sageman)